# 4040 Перселл
4040 Перселл (4040 Purcell) — астероїд головного поясу, відкритий 21 вересня 1987 року.
Тіссеранів параметр щодо Юпітера — 3,376.